# Bitter Sweet & Twisted
Bitter Sweet & Twisted è il secondo album in studio del gruppo musicale britannico The Quireboys, pubblicato nel 1993.

## Tracce
1. Tramps and Thieves
2. White Trash Blues
3. Can't Park Here
4. King of New York
5. Don't Bite the Hand
6. Last Time
7. Debbie
8. Brother Louie
9. Ode to You (Baby Just Walk)
10. Hates to Please
11. My Saint Jude
12. Take No Revenge
13. Wild, Wild, Wild
14. Ain't Love Blind